# Loiri Porto San Paolo
Loiri Porto San Paolo är en ort och kommun i provinsen Sassari i regionen Sardinien i Italien. Kommunen hade 3 489 invånare (2017).